# Замок Баллікован
Замок Баллікован (англ. Ballycowan Castle, ірл. Baile Mhic Abhainn) — замок Балє Мік Абайнн — один із замків Ірландії, розташований в графстві Оффалі, в 4 км на захід від міста Тулламор (Туллах Мор). Нині замок стоїть в руїнах. Колись замок був оточений оборонною стіною, що не збереглася. Збереглися руїни житлових корпусів та господарських споруд, димові труби. Замок має L-подібний план. На фронтоні руїн зберігся герб Джаспера Герберта — одного з власників замку. Зберігся напис: «Цей будинок був побудований сером Джаспером Гербертом та Мері Дін Фінглас у 1626 році». Біля замку є руїни стародавньої церкви. Замок згадується в «Літописі Чотирьох Майстрів». Замок згадується в книзі Майкла О'Клері «Літопис королівства Ірландія» — т. 5, 1856.

## Історія замку Баллікован
Замок Баллікован був побудований в 1589 році Томасом Морресом як резиденція. Замок був побудований на місці більш давнього замку ірландського клану О'Моллой. Цей замок називався Балє Мік Абайнн (Валє Вік Авань). Цей замок був зруйнований пожежею в 1557 році. Прилегла до замку оборонна вежа була побудована сером Джаспером Гербертом та його дружиною Джейн Фінглас у 1626 році на землі, яка йому була подарована під час англо-шотландської колонізації Ірландії — під час так званих «плантацій Ольстера» після повного завоювання Ірландії Англією. Джаспер Герберт був родичем королеви Англії Єлизавети І. Але не дивлячись на це він втратив свої володіння та замок під час конфіскацій. Справа в тому, що Джаспер Герберт був католиком і підтримав повстанців за незалежність Ірландії, які теж були католиками. У 1641 році спалахнуло повстання за незалежність Ірландії, замок став місцем боїв між повстанцями та армією Олівера Кромвеля. Замок був сильно пошкоджений. Після придушення повстання землі і замок були конфісковані у попередніх власників і даровані графу Маунтрат в 1666 році.
Замок згадується в поемі Ферганайнма Мак Кеоха (ірл. — Ferganainm Mac Keogh) про перемоги Х'ю О'Бірна з Гленмалур.